# Ville San Pietro
Ville San Pietro ist ein Bergdorf in der Provinz Imperia in der italienischen Region Ligurien. Es gehört zur Gemeinde Borgomaro und liegt oberhalb der Kerngemeinde. Der Ort hat jedoch eine eigene Kirche, die von dem Architekten Francesco Maria Marvaldi (1699–1752) errichtet worden ist.
Ville San Pietro ist touristisch unbedeutend, gelegen inmitten von Olivenhainen und Wälder. Es haben mehrere Ausländer, vornehmlich Deutsche, in dem Ort Anfang der 1990er Jahre Grundbesitz erworben.
Der Ort liegt an der Durchgangsstraße nach Conio, wo die Straße endet.
Ville S. Pietro ist über Imperia an das Autobahnnetz (Autostrada dei Fiori) angebunden. Auf Grund der kurvigen Streckenführung beträgt die Fahrtzeit bis Imperia ca. 20–30 Minuten. 

Koordinaten: 43° 58′ N, 7° 55′ O